# 芋茎
芋茎（ずいき）は、サトイモやハスイモなどの葉柄。食用にされる。なお芋苗とも表記する。

## 概要
ずいきは主にヤツガシラなどの赤い茎である赤ずいき、ヤツガシラなどを軟白栽培した白ずいき（白ダツ）、ハスイモの茎である青ずいきの3種類に分けられる。南西諸島では、特産品であるタイモの茎が利用される。流通量は赤ずいきの比率が最も多く、単に「ずいき」と呼んだ場合、赤ずいきを指す。
皮を剥いて乾燥させたものは芋がらと呼ばれる。また、白ずいきを若芽のうちに収穫する芽芋や根芋もズイキの一種である。

## 名称
語源は詳らかでない。髄茎の略か。一説に、夢窓疎石の和歌「いもの葉に置く白露のたまらぬはこれや随喜の涙なるらん」によると言われている。皮をむいてイモの茎の中心(髄(ずい))を食す様が語源となったという説もある。平安時代の『和名抄』には「芋」の説明に「和名以毛之。俗用芋柄二字。芋茎也。」などとあり、いもじと呼ばれていたことが分かる。
20世紀に採集された日本の方言に下記がある。「いもじ」に由来するもの、「ずい」に由来するもの、「から」に由来するものなど、いくつかのパターンに分類できる。
- いもじ（芋茎）、いもじっこ（芋茎子） - 東京都三宅島
- いもおじ（芋茎） - 京都府京都市、滋賀県滋賀郡、東京都伊豆諸島、富山県砺波郡、高知県土佐郡
- いもんじく（芋の軸） - 香川県
- むじ - 沖縄県
- ずい（髄） - 東京都八王子市
- ずいくき（髄茎） - 島根県鹿足郡
- からとり（幹取） - 宮城県仙台市、山形県鶴岡市
- といもがら - 鹿児島県
- たつ - 岐阜県飛騨地方、恵那郡
- だつ、いもだつ - 岐阜県美濃地方、愛知県尾張地方、新潟県佐渡
- といも（唐芋） - 新潟県北蒲原郡
- とうのいも（唐の芋） - 奈良県吉野郡
- みずいも（水芋） - 熊本県玉名郡

なお、青森県、石川県、京都府丹後地方、兵庫県北部、鳥取県、山口県などでは、地下の芋や植物全体をもずいき（いも）、ずきなどと呼ぶ例がある。高知県ではハスイモの芋茎を「りゅうきゅう」と呼ぶ。

## 利用
日本食では灰汁を抜いて煮物、和え物、酢の物などにする。炭水化物、ミネラル、タンパク質、脂肪などを含む、安価な栄養食品とされ、家庭の惣菜に利用される。
戦国武将の加藤清正は、熊本城を建てるとき、かつて篭城したときに食料に苦しんだことから、熊本城の壁にはかんぴょうを埋め、畳には芋茎を用いた、と伝えられている。

## 調理法

### 生で用いる場合
1. 鍋に入る大きさに切る。
2. 鍋にたっぷり湯を煮立て、食塩を1つまみ入れ、ぐらぐら煮立ったところに芋茎を入れる。
3. ざっと茹で上げ、冷水に入れて皮を剥く。
4. 3センチメートル程度に切ったものを親芋と共に（または親芋のように）だし汁と食塩と酒と少量の醤油で薄味に煮る。または、ほぼ同じ調味料で下味を付け、胡麻酢または胡麻酢味噌、胡桃酢または胡桃酢味噌で和える。

鹿児島県では「刺身のつま」「キュウリなどを合わせて酢の物」「適当に刻み味噌，醤油汁」「煮染め」「鶏（かしわ）汁」「ソーメンと煮込み汁」などで食す。

### 乾燥したもの
貯蔵に耐えるので備荒食糧に適する。加藤清正が熊本城の築城（現在の城より改築前に当たる）に際して篭城を予見して、畳の芯になる畳床（本来は藁床を用いる）や珪藻土とベントナイトもしくはドロマイト土（両方とも口にしても無害な土類）を主成分にした土壁にスサ（土壁に補強のために梳きこむつなぎ。本来は藁を用いる）として芋茎を用いた逸話がある（ベントナイトについては水分を吸うと膨らむ性質があるので乾パンの原料にも日中戦争以前より用いられてきた）。近年、災害時の非常食として、干した芋茎の利用が模索されている。
- 里芋の葉も富山県や岐阜県では「いもじ」と称して、乾燥させて、同じように利用される例がある。
- 関東ではほしずいき、関西、千葉県、茨城県ではわりな（割菜）、香川県ではずきかんぴょう（髄茎干瓢）と称する。茎を細く割いて乾燥したもので、徳島、高知、和歌山、奈良などで産する。
- 水に浸けて軟らかくし、だし汁、酒、醤油、味醂または砂糖で、薄味に調味したなかで煮込むのもよく、刻んだ油揚げを加え、また、生姜の千切りをもふり込む。下味を付けたのを味噌和え、芥子和えにしたのも好まれる。煮込みの五目飯に混ぜても野趣が喜ばれる。煮込んだものを、干瓢の代わりに海苔巻き寿司にするのも美味である。
- 中国広東省や福建省などでは「芋茎干」、「芋梗干」などと称して、スープの素材やアヒル、ニワトリなどと煮込んで食べる例がある。
- ネパールでは、水で戻して黒大豆の粉をまぶして炒めることで肉に近い食感の「モシュラ」という食材とし、煮物、炒め物などの素材として使う。

## ずいき祭
北野天満宮毎年10月1-5日に「北野ずいき祭」が行われる。4日には屋根や柱がずいきで作られ、乾物や野菜で飾られた「ずいき神輿」が巡行する。
御上神社毎年10月中旬にずいきで神輿を作り奉納する「ずいき祭」が行われる。平成17年に国の重要無形民俗文化財に指定されている。